# Потра, Хорациу
Хорациу Потра (рум. Horațiu Potra, род. 1970, Сибиу, Социалистическая Республика Румыния) — румынский военный и политический деятель, наемник, предприниматель.

## Биография
В 1988 году поступил на электротехнический факультет политехнического института в Тимишоаре. В 1992 году поступил на службу во Французский Иностранный легион. Служил в Иностранном легионе до 1997 года, а в конце 1990-х годов возглавил охрану эмира Катара Хамада бен Халифы аль-Тани.
В 2002—2003 годах он был инструктором президентской гвардии президента ЦАР Анж-Феликса Патассе. Был захвачен повстанцами Франсуа Бозизе, но ему удалось бежать, и он был эвакуирован французской армией.
Затем он основал частную охранную компанию RALF-ROLE (Românii care au Activat în Legiunea Franceză – Roumanie Légion Étrangère) и начал поставлять алмазы из Сьерра-Леоне.
В 2009 году окончил юридический факультет Симиона Бэрнутиу в Сибиу.
В 2010 году в Румынии его обвинили в торговле марихуаной и оружием, но суд признал его виновным лишь в незаконном хранении оружия и приговорил к условному сроку лишения свободы.
В 2020 году Потру обвиняли в угрозах, но дело было закрыто после того, как предполагаемый пострадавший отозвал свое заявление. В том же году он безуспешно баллотировался на должность мэра города Медиаш.
В ноябре 2022 года он прибыл в Демократическую Республику Конго вместе с примерно сотней румынских наемников для защиты города Гома от боевиков Движения 23 марта. Потру обвиняют в связях с российской ЧВК «Вагнер»
В 2022 году он стал в Румынии главой местной структуры националистической партии Альянс за Родину.
8 декабря 2024 года, возглавляя, как утверждают, охрану кандидата в президенты Румынии Кэлина Джорджеску, Потра был задержан полицией в жудеце Прахова вместе с еще около 20 людьми. Их обвинили в том, что они направлялись в Бухарест для осуществления насильственных действий.
Согласно его декларации об активах, Потре принадлежат десятки квартир, десятки земельных участков, около 500 000 долларов США и около 250 000 евро, а также 10 кг золота. В 2023 году он заработал свыше миллиона евро в результате деятельности по «физической и специальной подготовке».
26 февраля 2025 года в доме Потры был проведен обыск по делу о попытке действий против конституционного порядка, несоблюдении режима хранения оружия и боеприпасов, подстрекательстве. Следствие считает, что Потра основал фашистскую ксенофобскую организацию, участники которой подозреваются в совершении преступлений против конституционного строя, незаконном обороте оружия, а также публичной пропаганде культа лиц, виновных в актах геноцида. В ходе обыска было найдено значительное количество оружия, денежных средств и слитки золота. Потра перед этим покинул Румынию и прибыл в Дубай. Генеральная прокуратура Румынии запросила заочный ордер на его арест, а также арест его сына и другого члена семьи.